# خیرالله طلفاح
خیرالله طلفاح المسلط (۱۹۹۳–۱۹۱۹) از اعضای بلندپایه حزب بعث عراق، دایی و پدر همسر اول صدام حسین ساجده خیرالله طلفاح و پدر عدنان خیرالله وزیر دفاع عراق (۱۹۷۹–۱۹۸۹) بود. پسر کوچکتر او لوی طلفاح مدتی رئیس فدراسیون هندبال عراق بود. خیرالله مدتی فرماندار بغداد بود.

## زندگی
او در روستای العوجاء (پنج کیلومتری جنوب تکریت) به دنیا آمد، در آغاز کار به عنوان معلم مشغول به کار شد و به منطقه کرخ در بغداد رفت و در آنجا اعتقادات ملی گرایانه ای گرفت. به عنوان افسر ارتش در تکریت کار می‌کرد و یک ملی‌گرای عرب بود.
در ۱۹۴۰ جزوه‌ای ۱۰ صفحه‌ای نوشت با عنوان سه چیز که خدا نباید می‌آفرید: ایرانیان، یهودیان و مگس این جزوه پس از آغاز جنگ ایران و عراق در سال ۱۹۸۱ دوباره منتشر شد و به کتابهای درسی مدارس عراق نیز راه یافت.
خیرالله به دلیل حمایت از انقلاب علیه انگلیس در جنگ جهانی دوم به مدت پنج سال زندانی شد و متعاقباً در سال ۱۹۴۱ از ارتش اخراج شد.
وی پس از کودتای ۲۶ تیر ۱۳۴۷ یا ۱۷ تموز ۱۹۶۸ به فرمانداری بغداد منصوب شد و پس از بازنشستگی به عنوان نویسنده و مورخ مشغول به کار شد. و تا زمان مرگ در سال ۱۹۹۳ یکی از سرکردگان جعل تاریخی در عراق بود.
کتاب «شما بهترین امتی بودید که خلق شد: مطالعاتی در تاریخ و تمدن عربی-اسلامی» که در شش بخش در دو مجلد بزرگ تهیه شده‌است، مهم‌ترین کتاب منتشر شده او در این دوره محسوب می‌شود.
در دهه ۸۰ یکی از پاهای خیرالله طلفاح به دلیل دیابت قطع شد و تا زمان مرگ روی ویلچر بود. گفته شده‌است که وی در زمان جوانی با دستگاه اطلاعاتی انگلستان ارتباط داشته‌است و صدام بغض و کینه نسبت به شیعیان را از وی به ارث برده‌است.

## آثار
- سه چیز که خدا نباید می‌آفرید: ایرانیان، یهودیان و مگس.
- شما بهترین امتی بودید که خلق شد: مطالعاتی در تاریخ و تمدن عربی-اسلامی